# Thysochromis ansorgii
Espèce
Statut de conservation UICN

 LC  : Préoccupation mineure
Thysochromis ansorgii est une espèce de poissons appartenant au sous-ordre des Labroidei, qui compte aussi des familles comme les Pomacentridés (Poisson clown) ou les Scaridés (Poisson perroquet).